# Вражегрмци
Вражегрмци су огранак племена Бјелопавлића у историјској области Брда, у Црној Гори.
Као племе их помиње патријарх српски Максим Скопљанац у писму од 5.10.1667. у којем потврђује земље које је свети Василије Острошки купио за манастир Острог. Добили су назив по мјесту Вражји грм.
Вражегрмци се пружају од границе према Пјешивцима до Павковића, на сјеверу почињу Острогом, а на западу их од Пјешиваца одваја ријека Зета. Поред Зете је Добро Поље које припада Вражегрмцима. Изнад поља се дижу стране Зацрњеша и Влашића, који од запада затварају један шири пад на коме је највише села. Од истока се надносе стране које даље прелазе у планину вражегрмску. У Вражегрмцима има 500 домова и 11 села. Подијељена су рјечицом Сушицом на два дијела.
Сјеверно од Сушице су села: Дабовићи испод Острога. Граниче се са Пјешивцима. Ту живе Марушићи и Милатовићи. У Облатном Долу изнад села је десет кућа и у Међеђем изнад Острога 13. Рошца до Дабовића имају 54 куће, груписане су највише око Врела, јаких извора, а испод села живи Дебелог Грмена 10 кућа. У Мандићима има 17 кућа, уз сама Рошца и са овим селом имају заједничку цркву. Пожар има 39 кућа – Неке куће су се спустиле испод села у Жаборово, а неке су у страни у доловима Орашју и Шумама 12 и у Ваљеву 6. Поточило са засеоком Дракуловином броји 48 кућа и близу су до пожарских.
У Добром Пољу има 19 кућа уз стране брда Зацрњеша. Бороњина са 29 кућа се налази између Поточила и Сушице. Купиново се налази на једном паду високо у страни изнад Бороњине и има у њему 28 кућа.
Са друге стране Сушице до Павковића су села: Миокусовићи са 41 кућом и у том селу живи неколико братстава – куће су тако и груписане. Шобајићи се налазе изнад Миокусовића и заједно са Барама Шумановића имају 71 кућу. Од њих су у Подгређу испод села 18 и Петрићима 6 кућа. Подвраће на једном поду испод стране Незброја има 30 кућа. Винићи које са запада затвара брдо Хум су крајње село до Павковића и имају 64 куће од којих су неке у доловима изнад села: у Њивама 4, Коњштици 8, Мужнику и Милоњином Долу по једна.